# Korinnis errans
Korinnis errans är en insektsart som beskrevs av Günther 1938. Korinnis errans ingår i släktet Korinnis och familjen Prisopodidae. Inga underarter finns listade i Catalogue of Life.